# Carlos Joaquim Tavares
Carlos Joaquim Tavares (Benguela, Província de Angola, 19 de dezembro de 1857 - Lisboa, 23 de fevereiro de 1913) foi médico da Real Câmara no reinado de D. Carlos I, ou seja, era o médico pessoal do rei e da família real portuguesa. Terá sido o primeiro médico negro nas cortes europeias e era colega de Sousa Martins.

## Biografia
Filho de António Joaquim Tavares, Carlos nasceu em 1857 na pequena localidade de Egipto, situada próxima da contemporánea Lobito, área que pertencia ao município ultramarino de Benguela, uma subdivisão da então Província de Angola, região da África que se encontrava na época sob o jugo do Império colonial português.
Ele foi inicialmente para a metrópole portuguesa para estudar na Escola Politécnica de Lisboa. Após concluir o seu curso naquele estabelecimento de ensino, ele veio posteriormente a ingressar no curso de medicina da Escola Médico-Cirúrgica de Lisboa, instituição que daria origem à Faculdade de Medicina da Universidade de Lisboa e da Faculdade de Medicina da Universidade Nova de Lisboa.
Em 1883, ele obteve a sua licenciatura em medicina pela Escola Médico-Cirúrgica de Lisboa. Carlos Joaquim obteve seu grau universitário após defender a tese "O nervo do gosto ou de Wrisberg". Nesta instituição acadêmica, ele se tornou um dos principais discípulos do professor Manuel Bento de Sousa, inclusive vindo a se tornar médico particular dele, que havia sido seu professor no passado.
Dois anos depois de sua formação como médico, ele se tornou lente substituto da Secção Médica na mesma instituição de ensino, após defender a tese "Algumas palavras sobre o artritismo".
Em 1899, ele destacou-se na docência universitária em Portugal, ao tornar-se Lente Proprietário de Patologia Interna na Escola Médico-Cirúrgica de Lisboa.
Em 1900, foi eleito vice-presidente da Sociedade de Ciências Médicas de Lisboa. Este destaque científico oportunizou-lhe que Carlos Tavares se tornasse médico da Real Câmara na corte de D. Carlos I.
Em 23 de fevereiro de 1913, ele faleceu em Lisboa aos 55 anos de idade.